# Вилар-де-Андоринью
Вилар-де-Андоринью (порт. Vilar de Andorinho)  —  населённый пункт и район в Португалии,  входит в округ Порту. Является составной частью муниципалитета  Вила-Нова-де-Гайа. Находится в составе крупной городской агломерации Большой Порту. По старому административному делению входил в провинцию Дору-Литорал. Входит в экономико-статистический  субрегион Большой Порту, который входит в Северный регион. Население составляет 16 710 человек на 2001 год. Занимает площадь 6,52 км².
Покровителем района считается Иисус Христос (порт. Divino Salvador).